# Stand Inside Your Love
«Stand Inside Your Love» es una canción del grupo musical estadounidense The Smashing Pumpkins, la cual fue escrita por su líder, Billy Corgan. Corresponde al primer sencillo comercial (el primer sencillo, "The Everlasting Gaze", solamente fue un sencillo promocional) y la tercera canción del quinto álbum de estudio, MACHINA/The Machines of God.
El sencillo fue lanzado el 21 de febrero de 2000. Además, la canción forma parte del disco de grandes éxitos del grupo, titulado Rotten Apples.
Según lo explicado por Billy Corgan en el programa "VH1 Storytellers", el 24 de agosto de 2000, "Stand Inside Your Love" fue inicialmente concebida  para ser similar al estilo new wave de la canción "1979"; sin embargo, Corgan optó por lo que él considera "el clásico sonido Pumpkins". Corgan también indicó que esta es la única canción de amor "verdadera" que ha escrito.

## Video musical

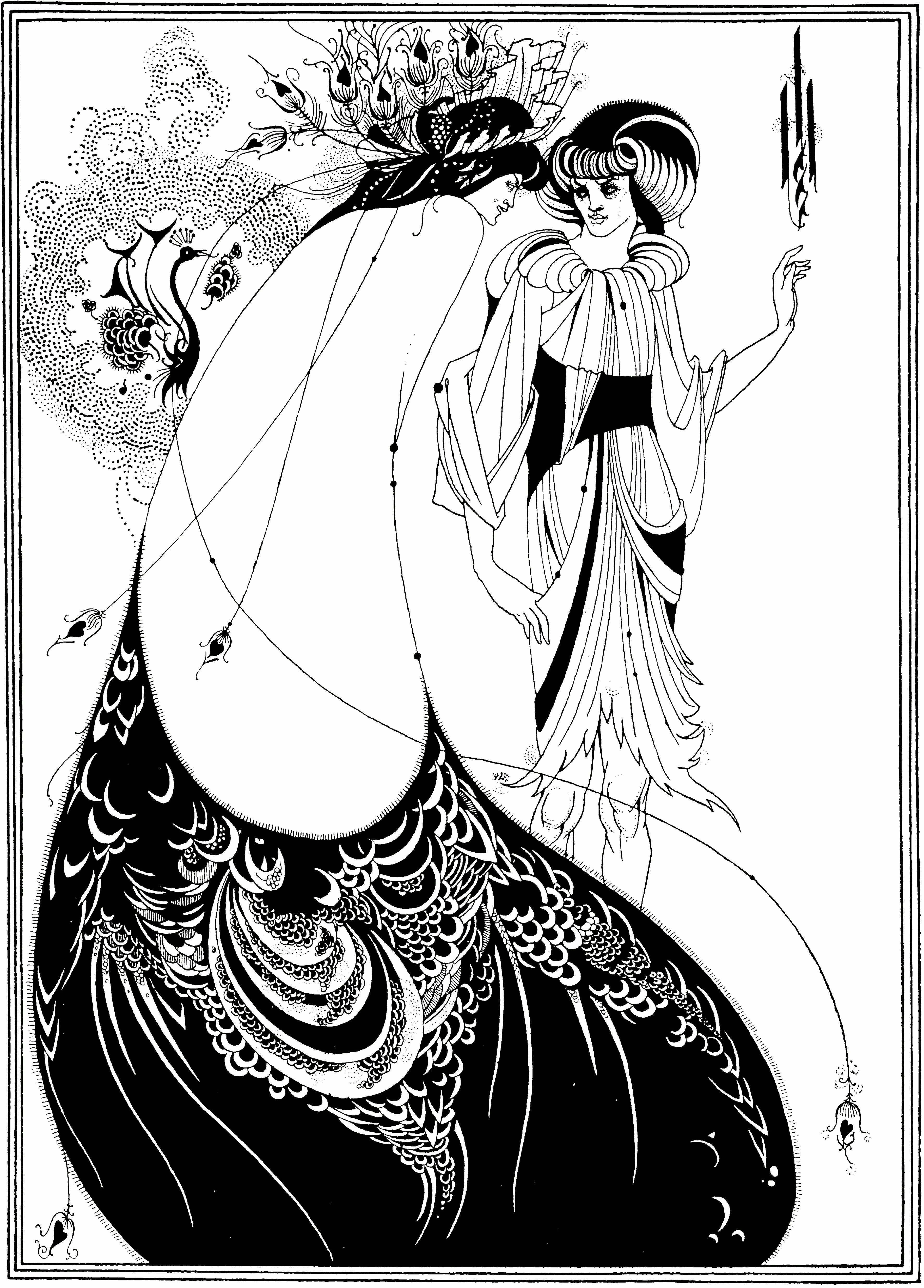
"The Peacock Skirt", una de las ilustraciones de Aubrey Beardsley, en las cuales se basó el vídeo musical.

El video musical, que debutó el 7 de febrero de 2000, fue dirigido por el director inglés W.I.Z.. Corresponde a un tributo a la tragedia Salomé de Oscar Wilde. Billy Corgan, junto a W.I.Z., se encargó de crear la imagen del video, bajo la fuerte influencia de las ilustraciones realizadas por Aubrey Beardsley para la primera edición inglesa de la obra.
Los personajes principales del vídeo son caracterizados por Corgan y su entonces novia Yelena Yemchuk.
El vídeo musical ganó el premio al "Video más visionario" en los VH1 Fashion Awards del año 2000.

## Lista de canciones
El sencillo de Stand Inside Your Love fue lanzado en una versión en CD, conteniendo como lado-b una sola canción. Ambas canciones fueron escritas por Billy Corgan.
1. "Stand Inside Your Love" – 4:14
2. "Speed Kills" – 5:17

La canción "Speed Kills" además aparece dentro de la lista de canciones de la versión japonesa y europea del álbum MACHINA/The Machines of God (aunque con una menor duración respecto al sencillo) y en el EP 2 del álbum MACHINA II/The Friends & Enemies of Modern Music (aunque con variaciones respecto a la letra y la música).